# Léon Deladerrière
Léon Deladerrière (Annœullin, 26 giugno 1927 – Rixheim, 11 marzo 2013) è stato un calciatore e allenatore di calcio francese, di ruolo attaccante.